# Synsphyronus sertus
Espèce
Synsphyronus sertus est une espèce de pseudoscorpions de la famille des Garypidae.

## Distribution
Cette espèce est endémique du Territoire du Nord en Australie. Elle se rencontre dans les monts James.

## Description
Le mâle holotype mesure 3,29 mm et la femelle paratype 3,73 mm.

## Systématique et taxinomie
Cette espèce a été décrite par en Cullen & Harvey, 2021.

## Publication originale
- Cullen & Harvey, 2021 : « New species of the pseudoscorpion genus Synsphyronus (Pseudoscorpiones: Garypidae) from Australia. » Records of the Western Australian Museum, vol. 36, p. 33–65 (texte intégral).